# Christian Johansson

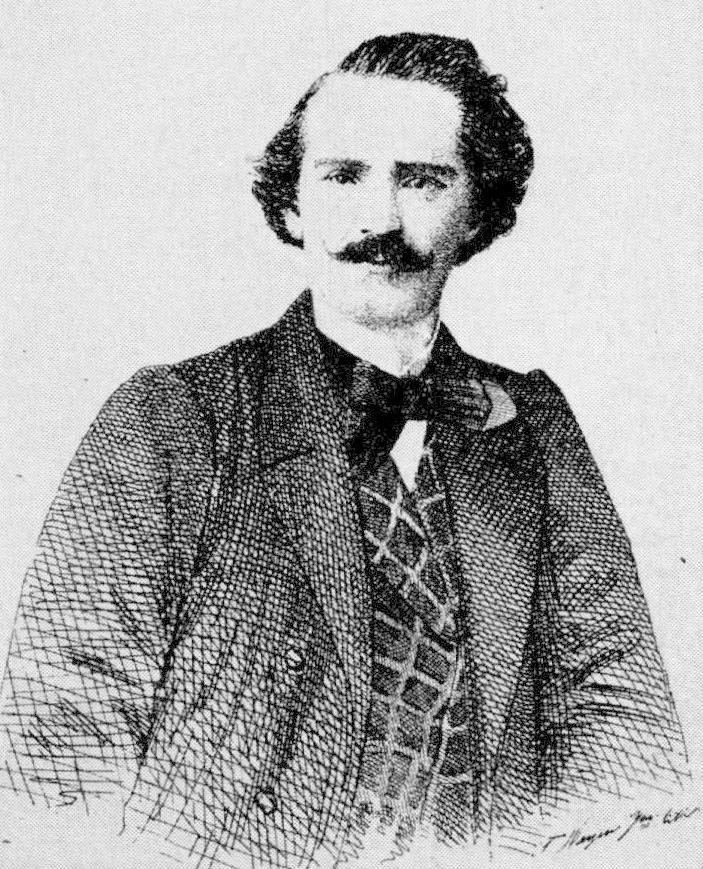
Christian Johansson

Christian Johansson (eigentlich: Per Christian Johansson; auch russisch: Christian Petrowitsch Johansson; * 22. Mai 1817 in Stockholm; † 12. Dezemberjul. / 25. Dezember 1903greg. in Sankt Petersburg) war ein schwedischer Ballett-Tänzer und einflussreicher Pädagoge, der den größten Teil seiner Karriere und seines Lebens in Russland verbrachte.

## Leben
Er studierte an der Ballettschule der Königlichen Oper in Stockholm und machte seinen Abschluss kurz nachdem Anders Selinder Ballettmeister geworden war. Nach seinem Debüt ging Johansson 1836 nach Kopenhagen, um dort bei August Bournonville zu studieren, wo er im französischen Stil nach Auguste Vestris und Pierre Gardel ausgebildet wurde.
Zwischen 1836 und 1839 trat er sowohl in Stockholm als auch in Kopenhagen auf. In Stockholm war er 1841 in La Sylphide der Bühnen-Wunschpartner der berühmten Marie Taglioni. Als diese nach Russland aufbrach, folgte ihr Johansson nach Sankt Petersburg. Dort fiel er in der Kaiserlichen Ballettschule dem Ballettmeister Antoine Titus auf und wurde bald als premier danseur am Kaiserlichen Ballett engagiert.
Johansson wurde für seine angeborene edle Anmut und die unglaubliche Präzision seiner Schritte bewundert. Zu seinen Partnerinnen gehörten außer der Taglioni die russische Ballerina Jelena Andrejanowa und die berühmtesten europäischen Tänzerinnen, die auf Tournee nach Russland kamen, wie Fanny Elßler, Carlotta Grisi, Fanny Cerrito und Amalia Ferraris.
Um 1860 begannen seine tänzerischen Fähigkeiten nachzulassen und er wendete sich dem Unterrichten zu; offiziell wurde er jedoch erst 1869 Lehrer an der Kaiserlichen Ballettschule. Dort war er ein ungewöhnlich beliebter Pädagoge bei den Schülern, die ihn im Alter „Methusalem“ nannten. Johansson übte einen nicht zu unterschätzenden Einfluss auf das russische Ballett und auch auf Marius Petipa aus, der selber manchmal bei Johanssons Unterricht zusah und sich Anregungen für seine Ballette bei ihm holte, besonders für die männlichen Tänzer.
Johansson war mit einer russischen Frau verheiratet, und seine Tochter Anna Johansson (1860–1917) wurde ebenfalls eine bekannte Tänzerin, die Solorollen in Petipas Balletten tanzte.
Zu Johanssons Schülern gehörten außer seiner Tochter Anna die bedeutendsten russischen Tänzer wie Pawel Gerdt, Sergei und Nikolai Legat, Matilda Kschessinskaja, Olga Preobraschenskaja, Anna Pawlowa, Tamara Karsawina, außerdem Marie Petipa, Alexander Shiryaev, Vera Trefilova, Warwara Nikitina, Alexander Gorsky, Agrippina Waganowa und Michail Fokine.
Christian Johansson ging 1902, mit 85 Jahren, in den Ruhestand, sein Nachfolger wurde Nikolai Legat, dem er auch seine Violine schenkte. Im Jahr darauf – nur kurz nach dem Tode seiner Frau – starb Johansson an den Folgen eines Sturzes und wurde auf dem Lutheranischen Friedhof Smolenskoje in Sankt Petersburg begraben.